# Thomas Rådström
Thomas Rådström (ur. 22 stycznia 1966 w Umei) – szwedzki kierowca rajdowy i rallycrossowy. W swojej karierze zaliczył 36 występów w Rajdowych Mistrzostwach Świata.
Karierę kierowcy rajdowego Rådström rozpoczął w rallycrossie, w którym startował w drugiej połowie lat 80. W 1989 roku Rådström zadebiutował w Rajdowych Mistrzostwach Świata. Pilotowany przez Gunnara Stålgrena i jadący Audi 80 Quattro nie ukończył wówczas Rajdu Szwecji z powodu wypadku. W 1994 roku po raz pierwszy w karierze stanął na podium w rajdzie mistrzostw świata - podczas Rajdu Szwecji (rozegranego jedynie jako mistrzostwa samochodów 2-litrowych). Zwyciężył wówczas zajmując miejsce na podium przed rodakami Matsem Jonssonem i Stigiem Blomqvistem. Łącznie wystartował w 36 rajdach mistrzostw świata. Czterokrotnie stawał na podium (trzykrotnie w Rajdzie Szwecji i raz w Rajdzie Safari), zdobył 44 punkty. W 1999 roku był fabrycznym kierowcą Forda. Startował samochodem Focus WRC. Natomiast w latach 2001-2002 był fabrycznym kierowcą Citroëna. Startował samochodem Xsara WRC.
W 1996 roku Rådström wywalczył swój jedyny tytuł rajdowego mistrza Szwecji jadąc Toyotą Celica GT-Four. W swojej karierze wygrał także trzy rajdy Mistrzostw Europy: Rajd Norwegii (1996), Rajd Arktyczny (2000) i Rajd Południowej Szwecji (2003).

## Występy w mistrzostwach świata
| Rok  | Rajd                               | Pilot            | Samochód                    | Pozycja      |
| 1989 | Rajd Szwecji                       | Gunnar Stålgren  | Audi 80 Quattro             | nie ukończył |
| 1991 | Rajd Szwecji                       | Jörgen Skallman  | Toyota Celica GT-Four       | nie ukończył |
| 1993 | Rajd Szwecji                       | Anders Dawidsson | Toyota Celica GT-Four       | nie ukończył |
| 1993 | Rajd Finlandii                     | Anders Dawidsson | Toyota Celica Turbo 4WD     | nie ukończył |
| 1994 | Rajd Szwecji (samochody 2-litrowe) | Lars Bäckman     | Toyota Celica Turbo 4WD     | 1. miejsce   |
| 1994 | Rajd Finlandii                     | Lars Bäckman     | Toyota Celica Turbo 4WD     | 7. miejsce   |
| 1995 | Rajd Szwecji                       | Lars Bäckman     | Toyota Celica GT-Four       | 3. miejsce   |
| 1996 | Rajd Szwecji                       | Lars Bäckman     | Toyota Celica GT-Four       | 6. miejsce   |
| 1996 | Rajd Grecji                        | Denis Giraudet   | Toyota Celica GT-Four       | nie ukończył |
| 1996 | Rajd Finlandii                     | Lars Bäckman     | Toyota Celica GT-Four       | 6. miejsce   |
| 1996 | Rajd Katalonii                     | Denis Giraudet   | Toyota Celica GT-Four       | nie ukończył |
| 1997 | Rajd Szwecji                       | Lars Bäckman     | Toyota Celica GT-Four       | 5. miejsce   |
| 1997 | Rajd Grecji                        | Denis Giraudet   | Toyota Celica GT-Four       | 5. miejsce   |
| 1998 | Rajd Szwecji                       | Lars Bäckman     | Toyota Corolla WRC          | nie ukończył |
| 1998 | Rajd Portugalii                    | Lars Bäckman     | Toyota Corolla WRC          | nie ukończył |
| 1998 | Rajd Katalonii                     | Gunnar Barth     | Toyota Corolla WRC          | 12. miejsce  |
| 1998 | Rajd Grecji                        | Lars Bäckman     | Toyota Corolla WRC          | nie ukończył |
| 1998 | Rajd Nowej Zelandii                | Lars Bäckman     | Toyota Corolla WRC          | 7. miejsce   |
| 1998 | Rajd Finlandii                     | Gunnar Barth     | Toyota Corolla WRC          | 6. miejsce   |
| 1999 | Rajd Szwecji                       | Fred Gallagher   | Ford Focus WRC              | 3. miejsce   |
| 1999 | Rajd Argentyny                     | Fred Gallagher   | Ford Focus WRC              | 6. miejsce   |
| 1999 | Rajd Grecji                        | Fred Gallagher   | Ford Focus WRC              | nie ukończył |
| 1999 | Rajd Nowej Zelandii                | Fred Gallagher   | Ford Focus WRC              | nie ukończył |
| 1999 | Rajd Finlandii                     | Fred Gallagher   | Ford Focus WRC              | nie ukończył |
| 1999 | Rajd Chin                          | Fred Gallagher   | Ford Focus WRC              | nie ukończył |
| 1999 | Rajd Australii                     | Fred Gallagher   | Ford Focus WRC              | 7. miejsce   |
| 1999 | Rajd Wielkiej Brytanii             | Gunnar Barth     | Ford Focus WRC              | 6. miejsce   |
| 2000 | Rajd Szwecji                       | Tina Thörner     | Toyota Corolla WRC          | 4. miejsce   |
| 2000 | Rajd Portugalii                    | Jörgen Skallman  | Toyota Corolla WRC          | nie ukończył |
| 2001 | Rajd Szwecji                       | Tina Thörner     | Mitsubishi Carisma GT Evo 6 | 2. miejsce   |
| 2001 | Rajd Portugalii                    | Tina Thörner     | Citroën Saxo Kit Car        | nie ukończył |
| 2001 | Rajd Grecji                        | Tina Thörner     | Citroën Xsara WRC           | nie ukończył |
| 2002 | Rajd Monte Carlo                   | Denis Giraudet   | Citroën Xsara WRC           | nie ukończył |
| 2002 | Rajd Szwecji                       | Denis Giraudet   | Citroën Xsara WRC           | 37. miejsce  |
| 2002 | Rajd Katalonii                     | Denis Giraudet   | Citroën Xsara WRC           | nie ukończył |
| 2002 | Rajd Grecji                        | Denis Giraudet   | Citroën Xsara WRC           | 8. miejsce   |
| 2002 | Rajd Safari                        | Denis Giraudet   | Citroën Xsara WRC           | 2. miejsce   |
| 2002 | Rajd Finlandii                     | Denis Giraudet   | Citroën Xsara WRC           | nie ukończył |
| 2002 | Rajd Wielkiej Brytanii             | Denis Giraudet   | Citroën Xsara WRC           | nie ukończył |
| 2006 | Rajd Szwecji                       | Jörgen Skallman  | Subaru Impreza WRC          | 5. miejsce   |